# Estação Porangabussu
A Estação Porangabussu é uma estação de metrô localizada na Rua Professor Costa Mendes, nº 1455, no bairro Damas, em Fortaleza, Brasil. Faz parte da Linha Sul do Metrô de Fortaleza, administrado pela Companhia Cearense de Transportes Metropolitanos (Metrofor).
Atende uma região de grande movimento da capital que se destaca por concentrar diversas instituições e serviços ligados a área da saúde, localizando-se próximo ao Campus do Porangabussu da Universidade Federal do Ceará (UFC) onde se localiza a Faculdades de Medicina e a Faculdade Farmácia, Odontologia e Enfermagem; ao Hospital Universitário Walter Cantídio (HUWC); ao Centro de Hematologia e Hemoterapia do Ceará (HEMOCE); a Maternidade-Escola Assis Chateaubriand e ao Hospital Haroldo Juaçaba do Instituto do Câncer do Ceará.

## Histórico
A estação foi projetada em 1998 juntamente com o projeto de construção da primeira Linha de Metrô da capital. A Linha Sul aproveitaria boa parte do traçado da antiga linha do sistema de trens urbanos de Fortaleza, com exceção do trecho subterrâneo, que fora planejado para melhor atender o centro da capital cearense. A construção da nova linha começou de fato em meados de 1999.
A obra enfrentou diversos problemas, como paralisações e falta de recursos. A primeira suspensão ocorreu ainda em setembro de 2002 pelo contingenciamento de recursos do governo federal, retornando somente em março de 2004. Uma nova redução no ritmo das obras ocorre 2005, e o governo federal libera R$ 22 milhões dos R$ 61,5 milhões previstos para a construção. Em 2007 o Governo federal lança o PAC (Programa de Aceleração do Crescimento) e viabiliza recursos para a linha Sul.
A estação foi inaugurada no dia 28 de agosto de 2012 na segunda fase da Linha Sul, pouco mais de um mês apos a inauguração do primeiro trecho, juntamente com as estações Benfica e Couto Fernandes. Só passou a ser utilizada pela população alguns dias depois em 1 de outubro de 2012.

## Características
Estação de superfície, com plataforma central e estruturas em concreto aparente.
Possui em seu interior mapas de localização, sistemas de sonorização, telas de LED na plataforma que mostram os destinos de trens, horário de chegada da próxima composição além de outras informações e mensagens como o horário de funcionamento do metrô de Fortaleza, informações de utilidade publica como também publicidades, além de possuir acessos para pessoas portadoras de deficiência.

### Acessos
O Acesso a estação Porangabussu é realizado por meio de uma praça localiza na rua Professor Costa Mendes, onde após entrar na estação o usuário tem acesso as bilheterias e aos bloqueios, após essa área o usuário tem acesso ao elevador e as escadas fixas por onde o usuário deve subir para ter acesso a plataforma de embarque e desembarque.

### Acessibilidade
A estação dispõe de elevadores, piso tátil, mapa tátil e avisos sonoros que garantem acesso e boa utilização do metrô a todos os cidadãos, incluindo aqueles que possuem alguma deficiência ou estão com mobilidade reduzida por qualquer razão. Além disso, as equipes presentes na estação – compostas por agentes de estação e vigilantes – recebem treinamento especializado para ajudar no embarque e desembarque desses passageiros, e estão sempre atentos para oferecer ajuda a quem necessitar.
É também garantido gratuidade às pessoas com deficiência que estejam dentro dos critérios legais para usufruir deste benefício. Para isso, é necessário apresentar, na estação, o Cartão Gratuidade Pessoa com Deficiência, emitido pela Empresa de Transporte Urbano de Fortaleza – Etufor.